# حديقة الأورمان

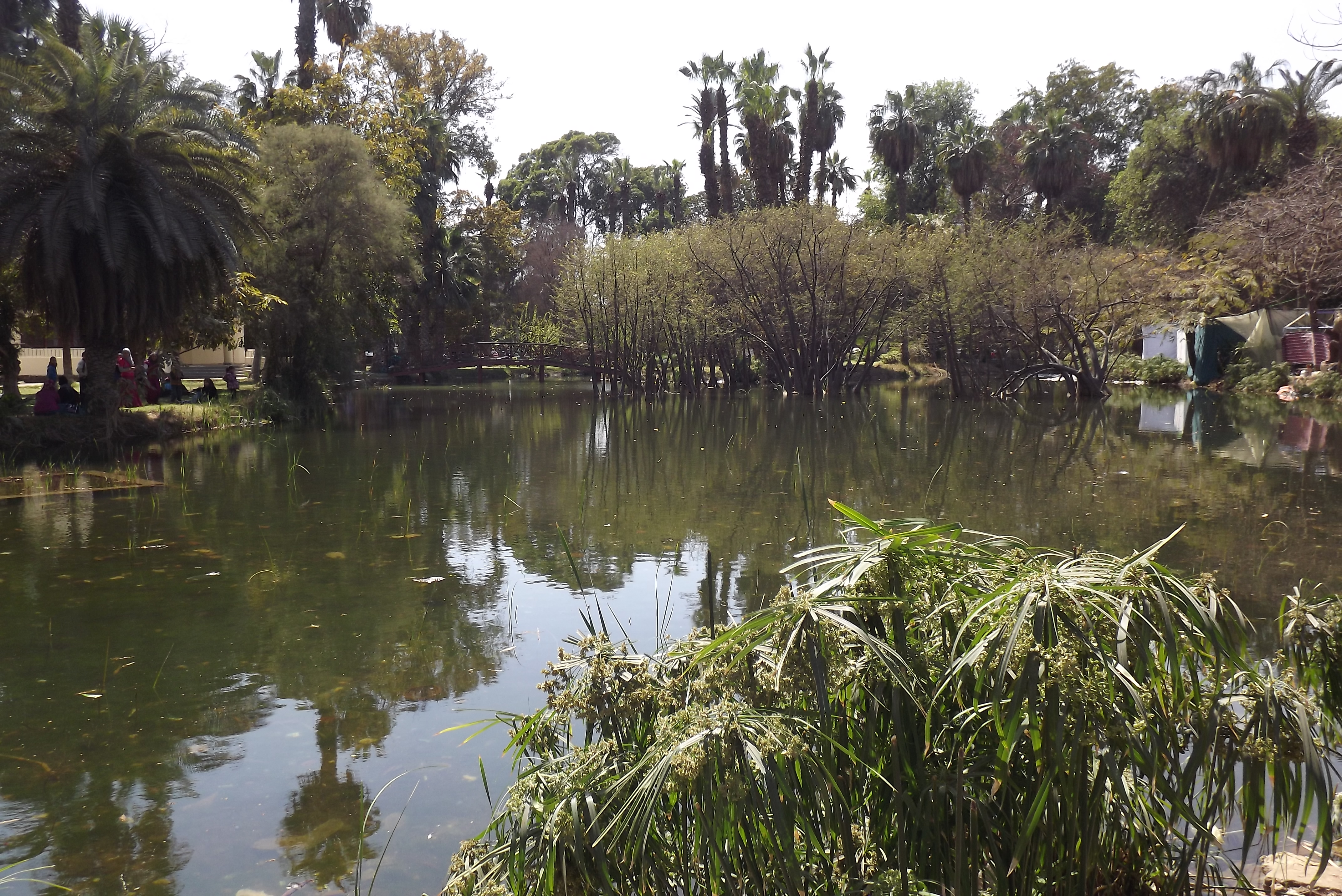

حديقة الأورمان هي حديقة في محافظة الجيزة بمصر، أمام حديقة الحيوان بالجيزة. وتعتبر من أكبر الحدائق النباتية في العالم حيث أنها مقامة على مساحة 28 فداناً. أنشئت عام 1873. تضم الحديقة مجموعة نادرة من الأشجار والنخيل.

## إنشاؤها
تم إنشاء حديقة الأورمان في عهد الخديوي إسماعيل عام 1875 بهدف إمداد القصور الخديوية بالفاكهة والموالح والخضر والتي تم استجلابها من جزيرة صقلية وكانت الحديقة جزءا من قصر الخديوي والذي عرف آنذاك بسراي الجيزة
وجلب الخديوي لهذه الحدائق أشجارا ونباتات مزهرة من جميع أنحاء العالم وقام بتصميم الحديقة على الطراز الطبيعي مهندسون فرنسيون وأشرف على تنفيذها المهندس (ج. دليشفاليري) ومعه كبير البستانيين إبراهيم حمودة، وكانت مساحتها 95 فدانا وقت إنشائها وتضم ثلاثة أجزاء الأورمان, الحرملك ويقع الآن في الجزء الغربي لحديقة الحيوان، السلاملك ويقع في الجزء القبلي من الحديقة.
تم فصلها عن حديقة الحيوان عام 1890 وظلت تابعة لقصر الخديوي حتى عام 1910 ثم تسلمتها وزارة الزراعة وعندما تم التخطيط لشارع الجامعة عام 1934 استقطع الجزء الجنوبي منها وضُم إلى حديقة الحيوان فأصبحت مساحتها 28 فدانا وتقع الحديقة في محافظة الجيزة غرب نهر النيل وشرق جامعة القاهرة 
وكلمة أورمان كلمة تركية تعني الغابة أو الأحراش وهي من الحدائق النباتية النادرة في مصر حيث إنها تضم أكبر مجموعة نباتية تضم 100 فصيلة تشتمل على 300 جنس يتبعها 600 نوع. ويوجد بالحديقة قسم لتبادل البذور مع جميع الحدائق والمراكز البحثية في العالم.
تتبع الحديقة الإدارة المركزية للتشجير والبيئة التابعة لوزارة الزراعة.

## معرض الصور

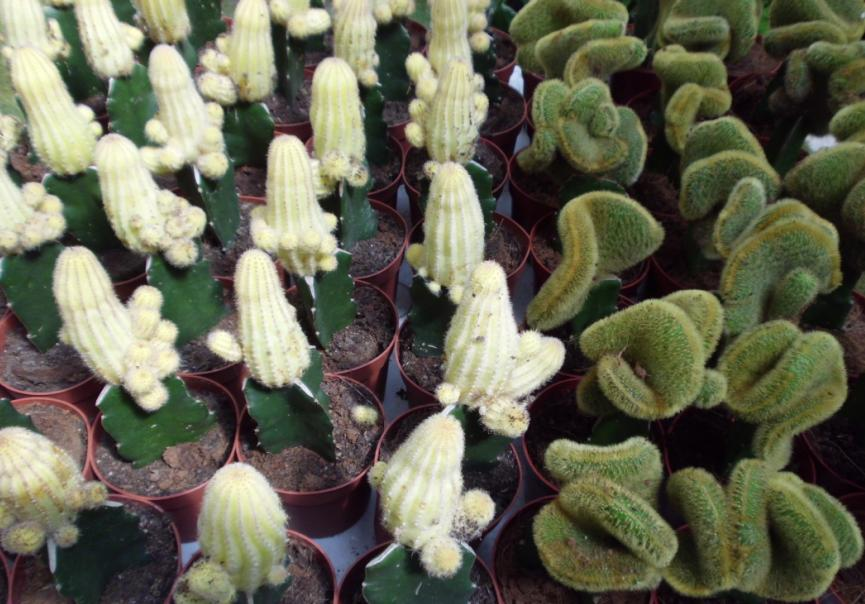
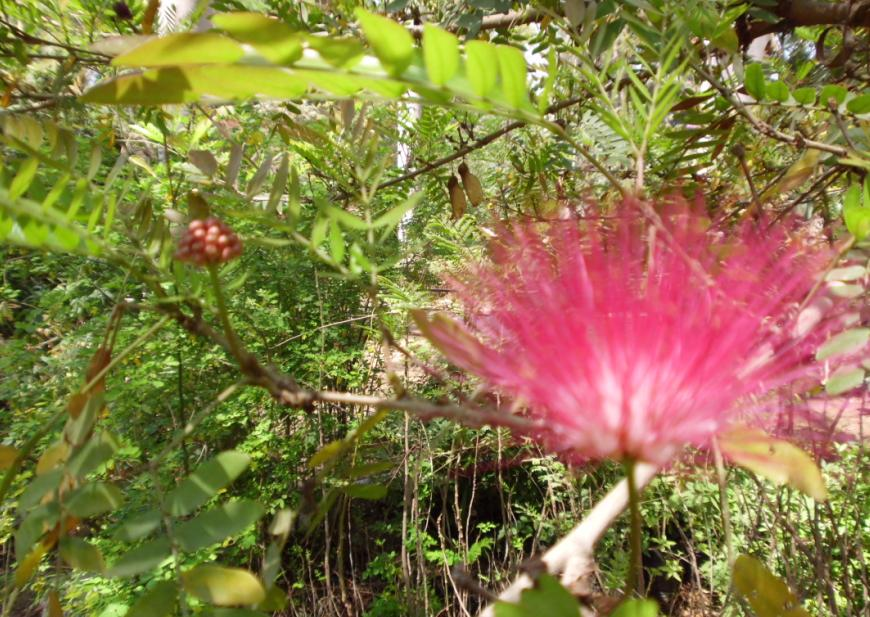
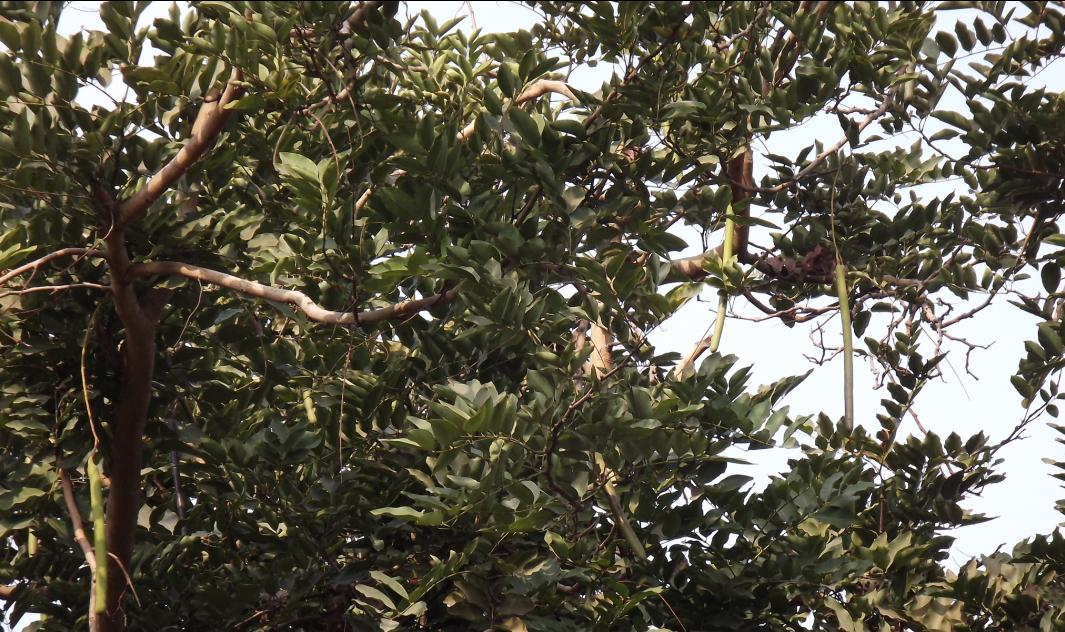
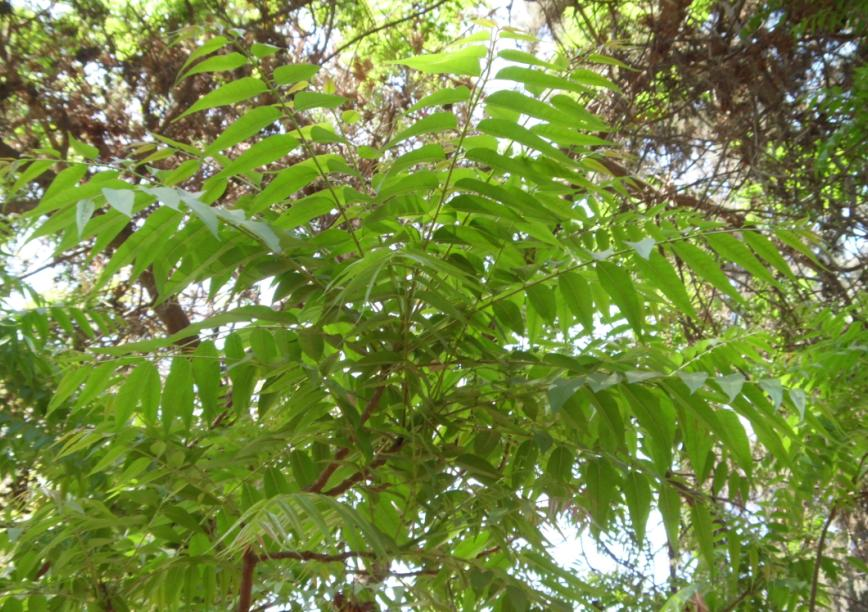
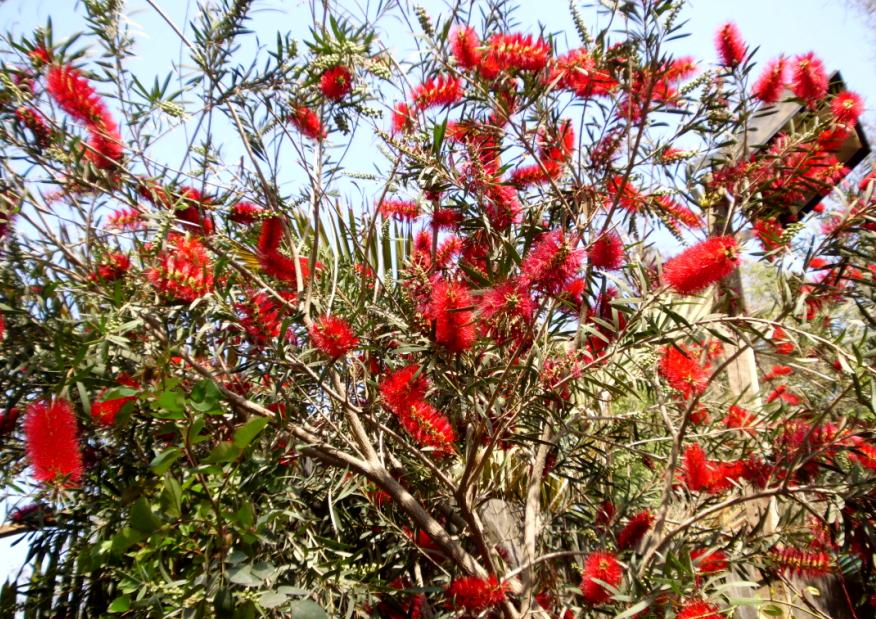
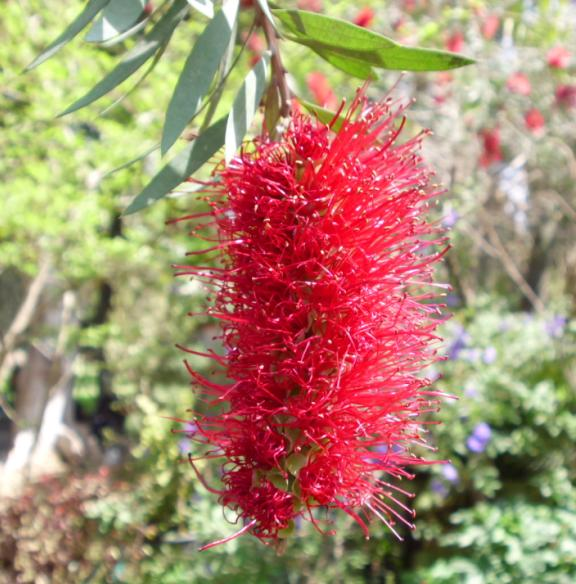
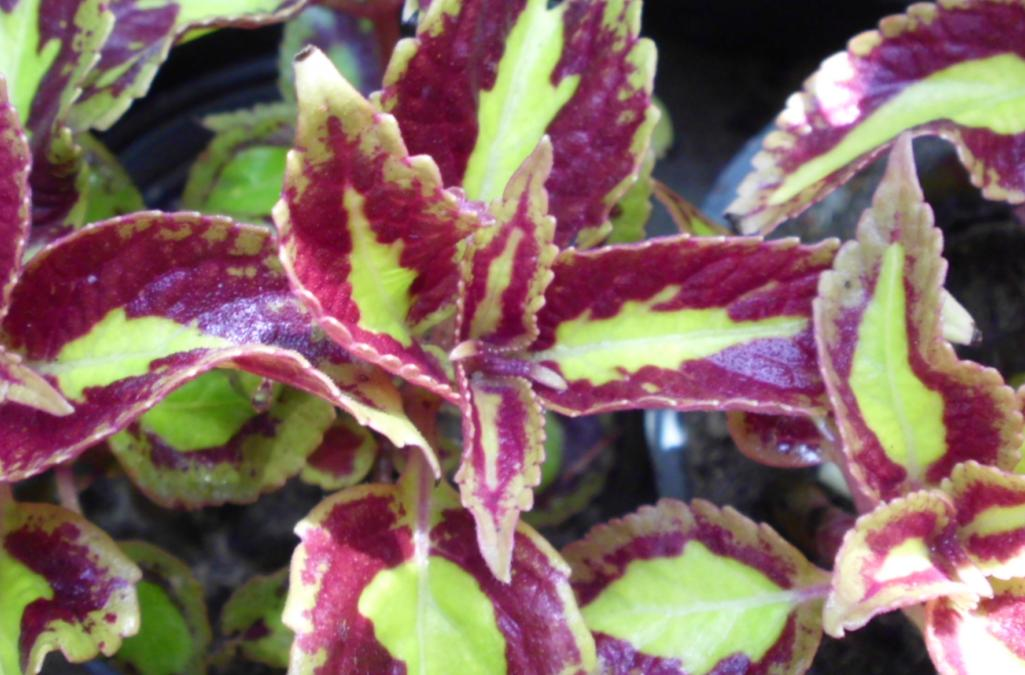
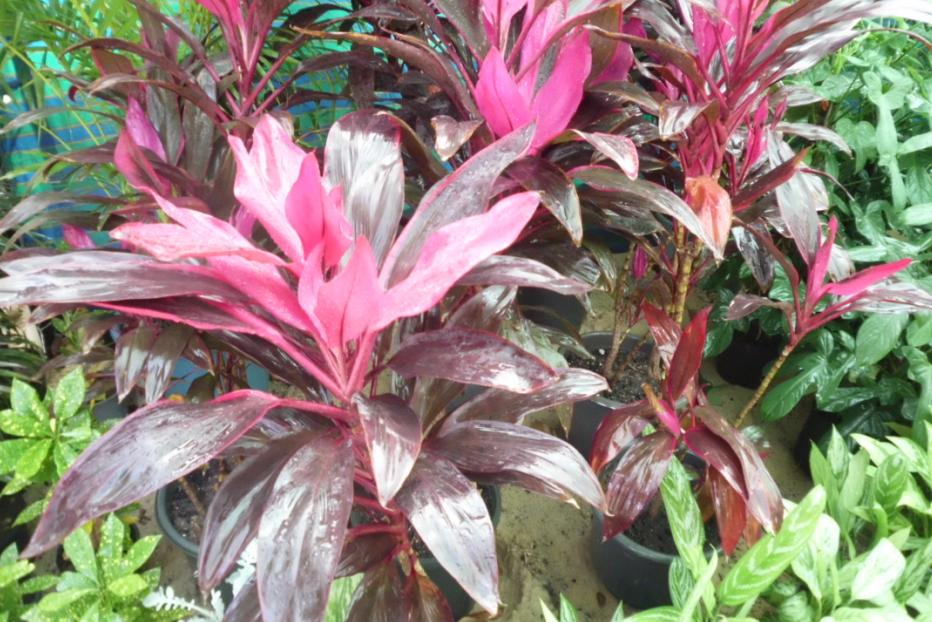
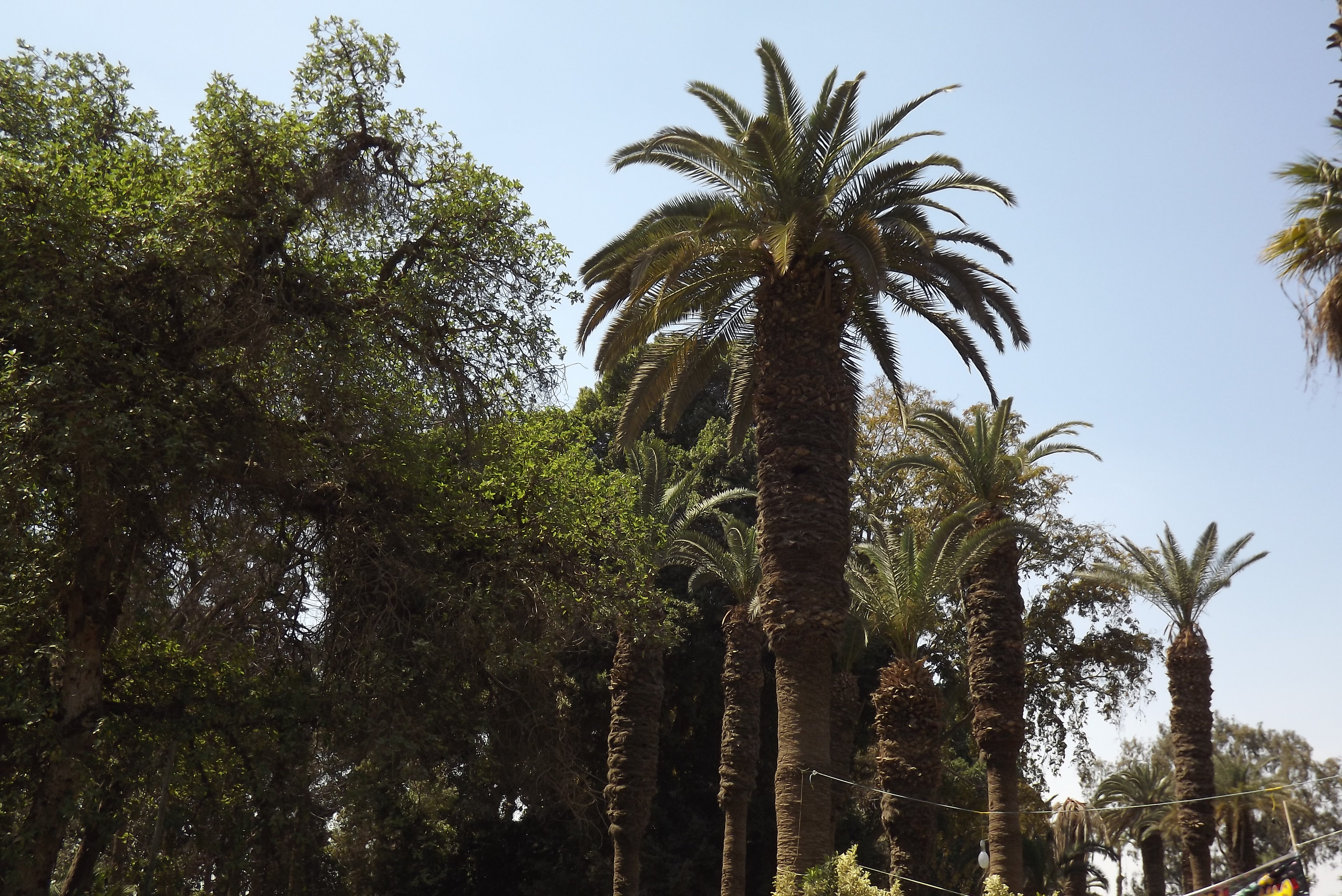
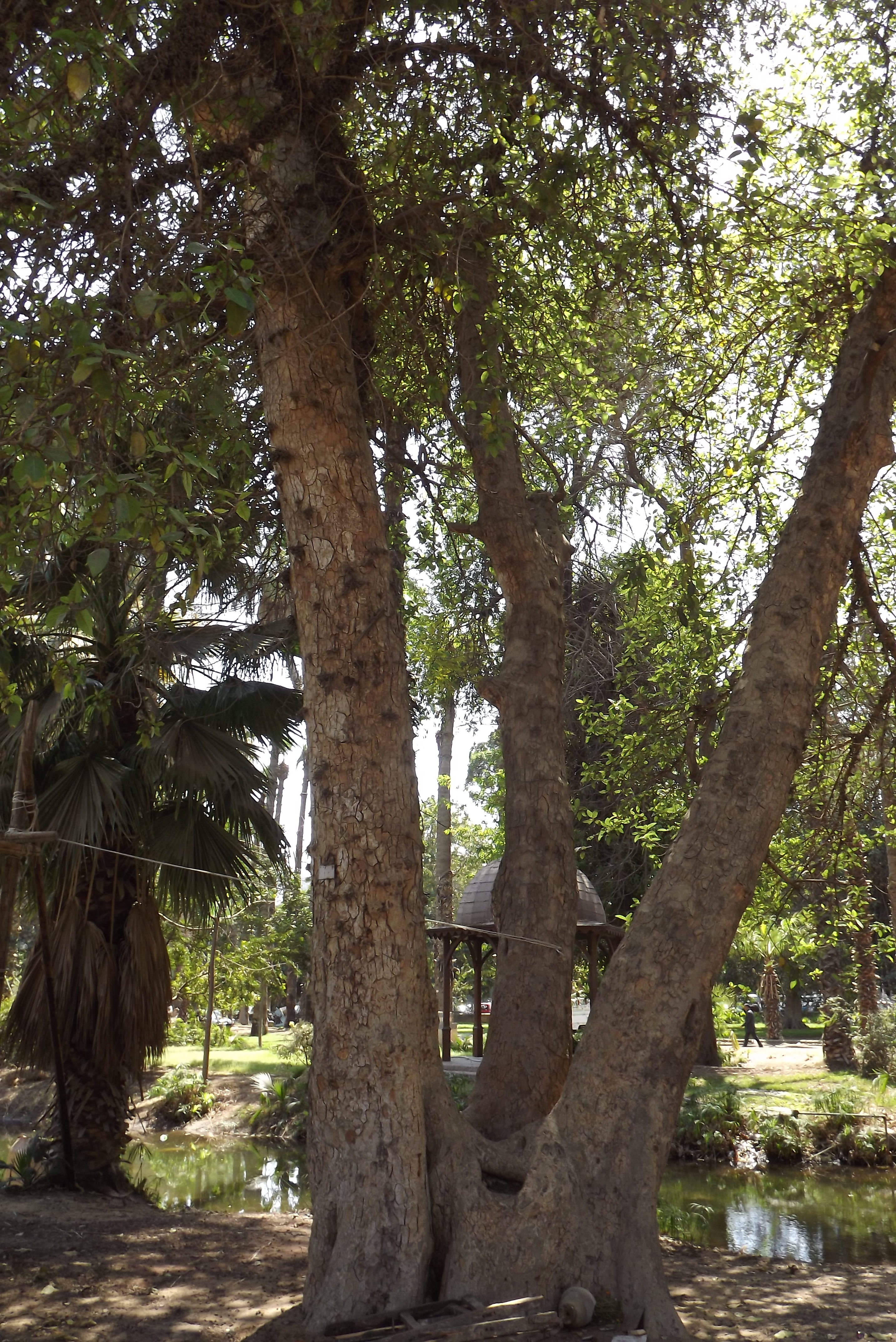
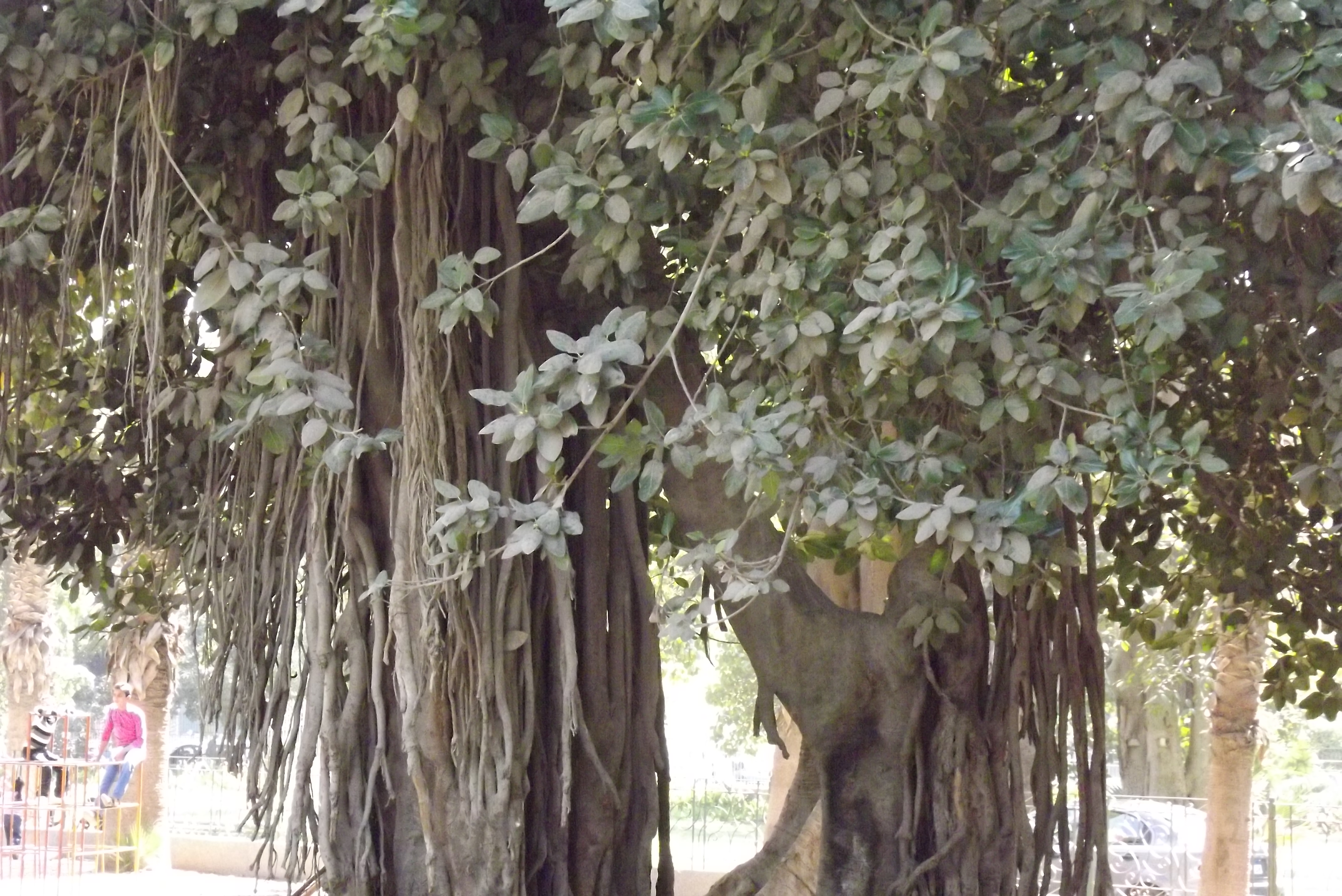
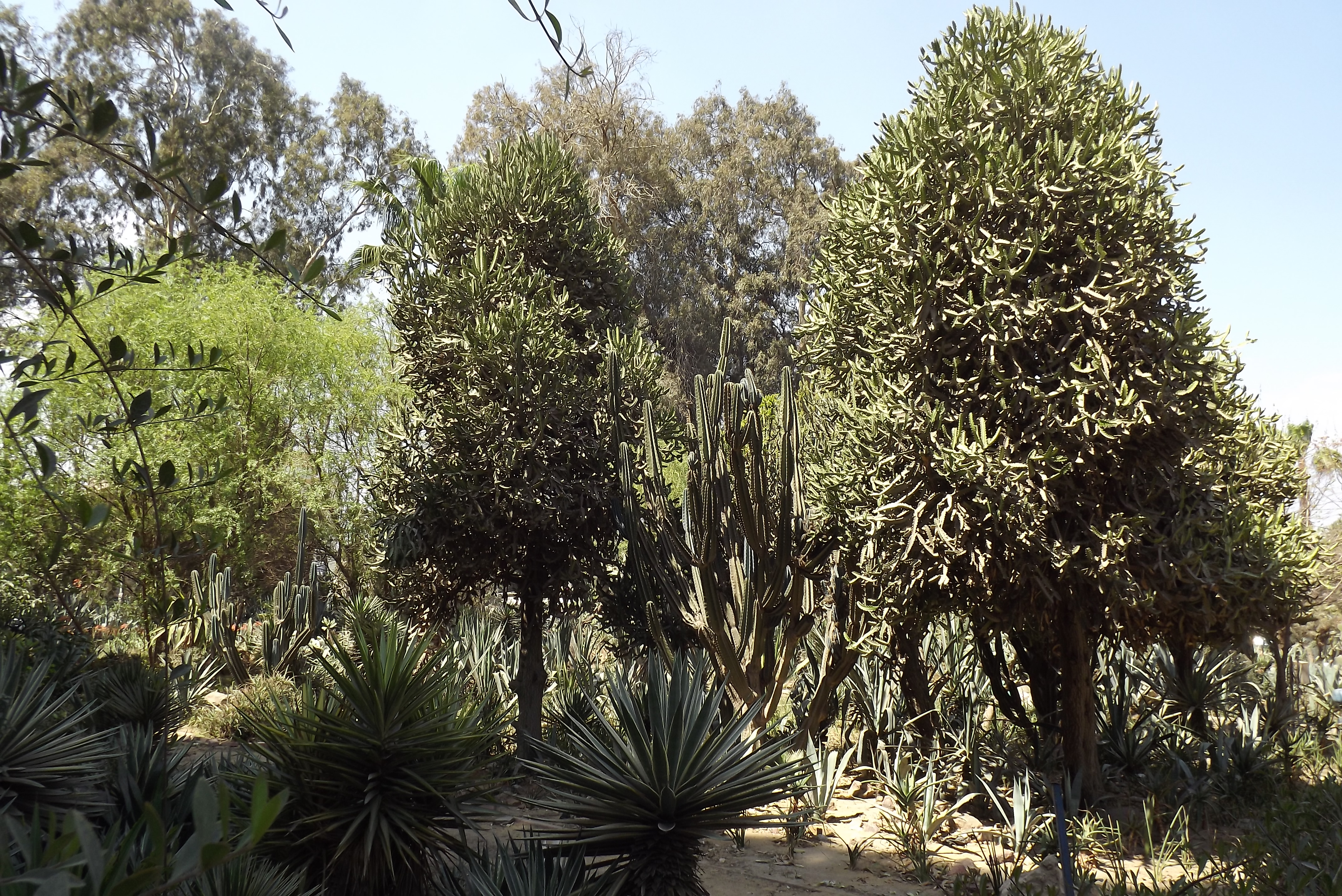
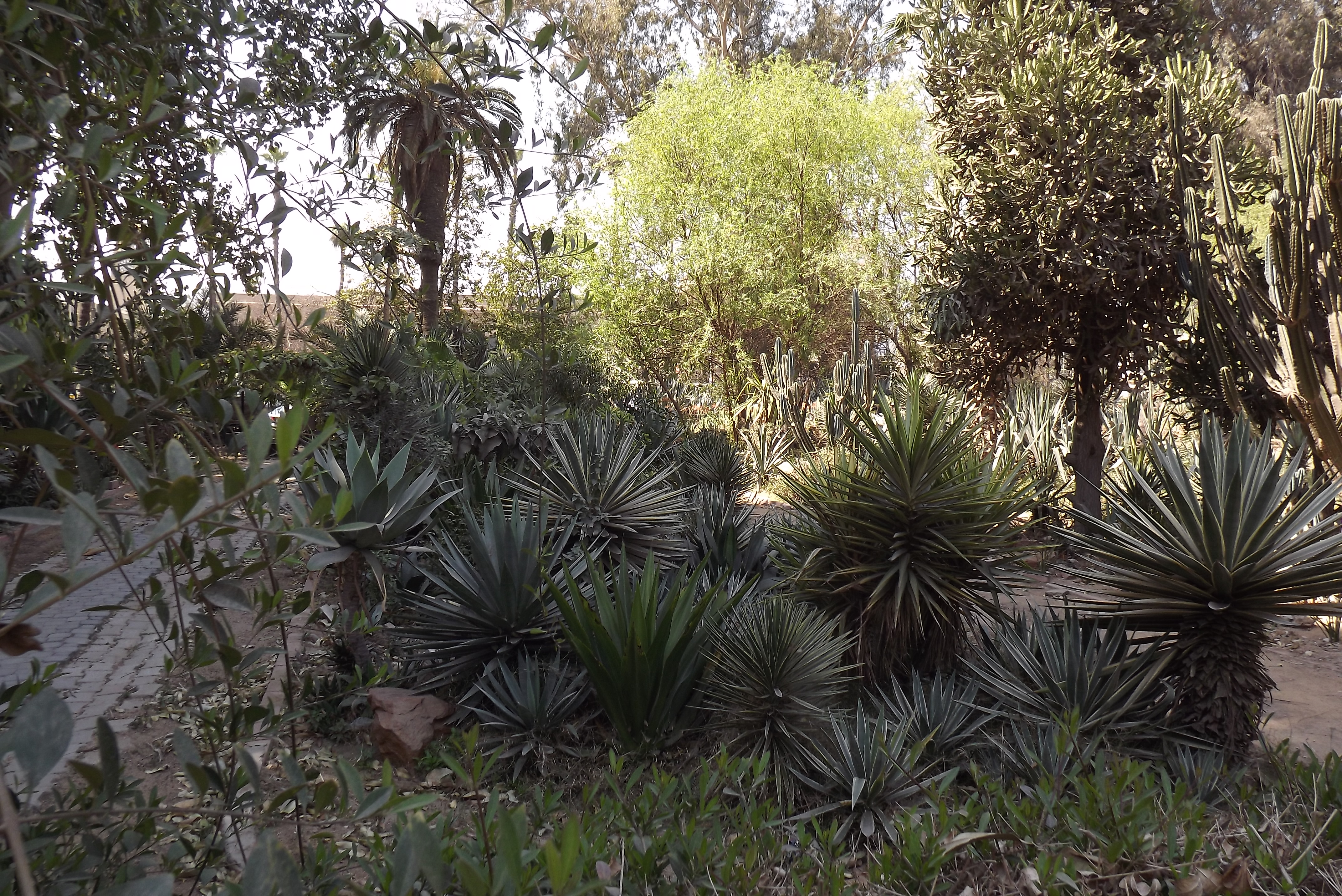
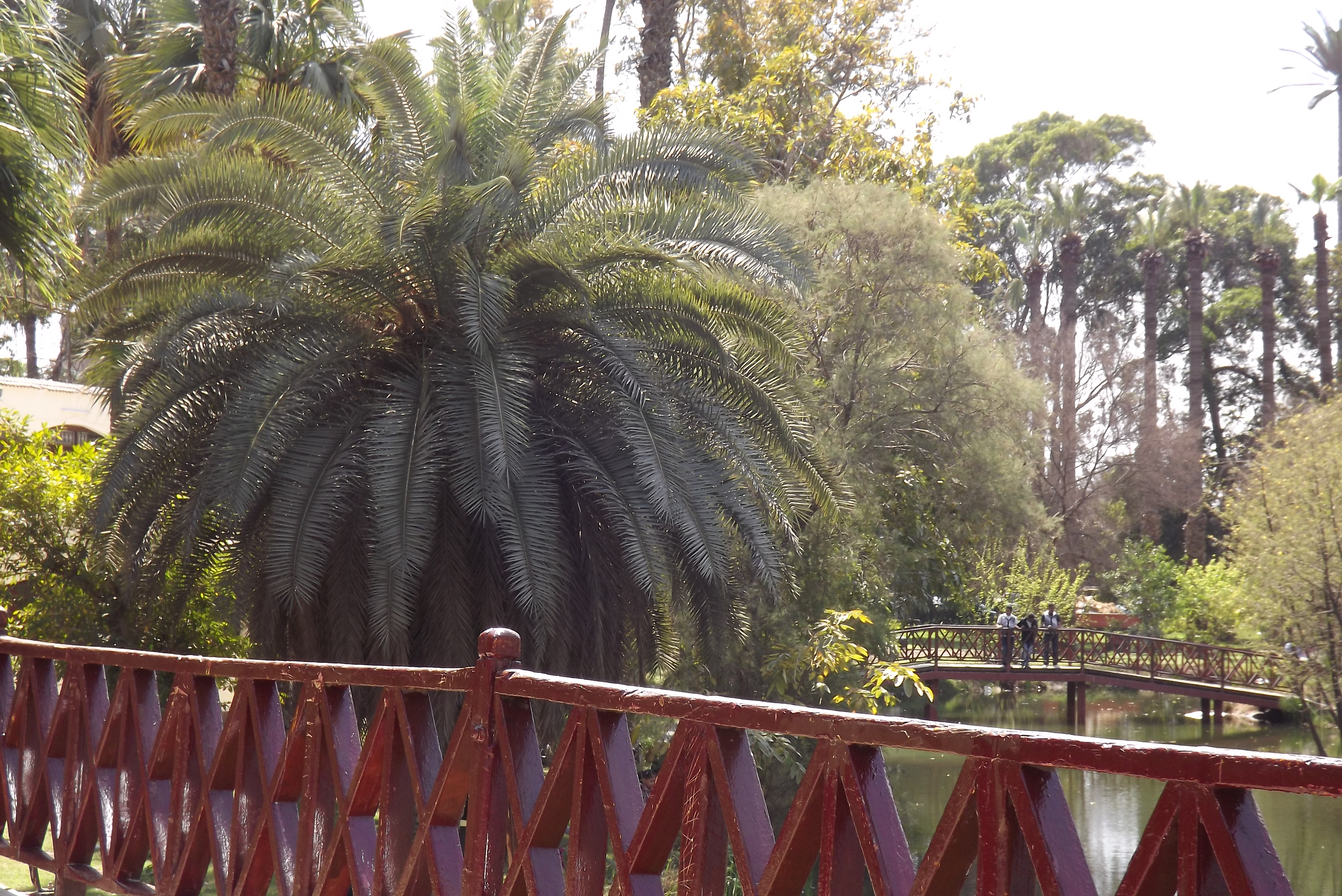
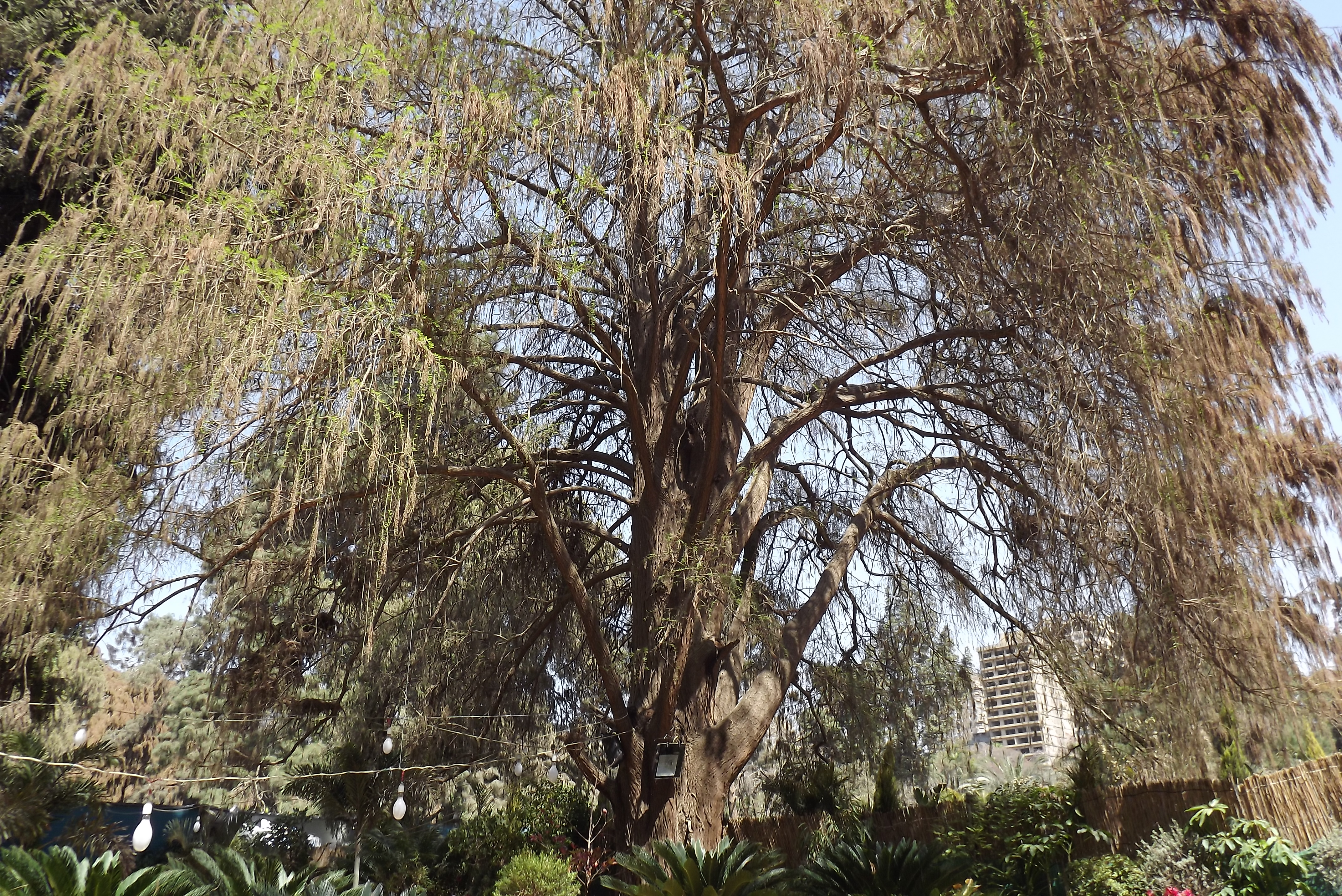
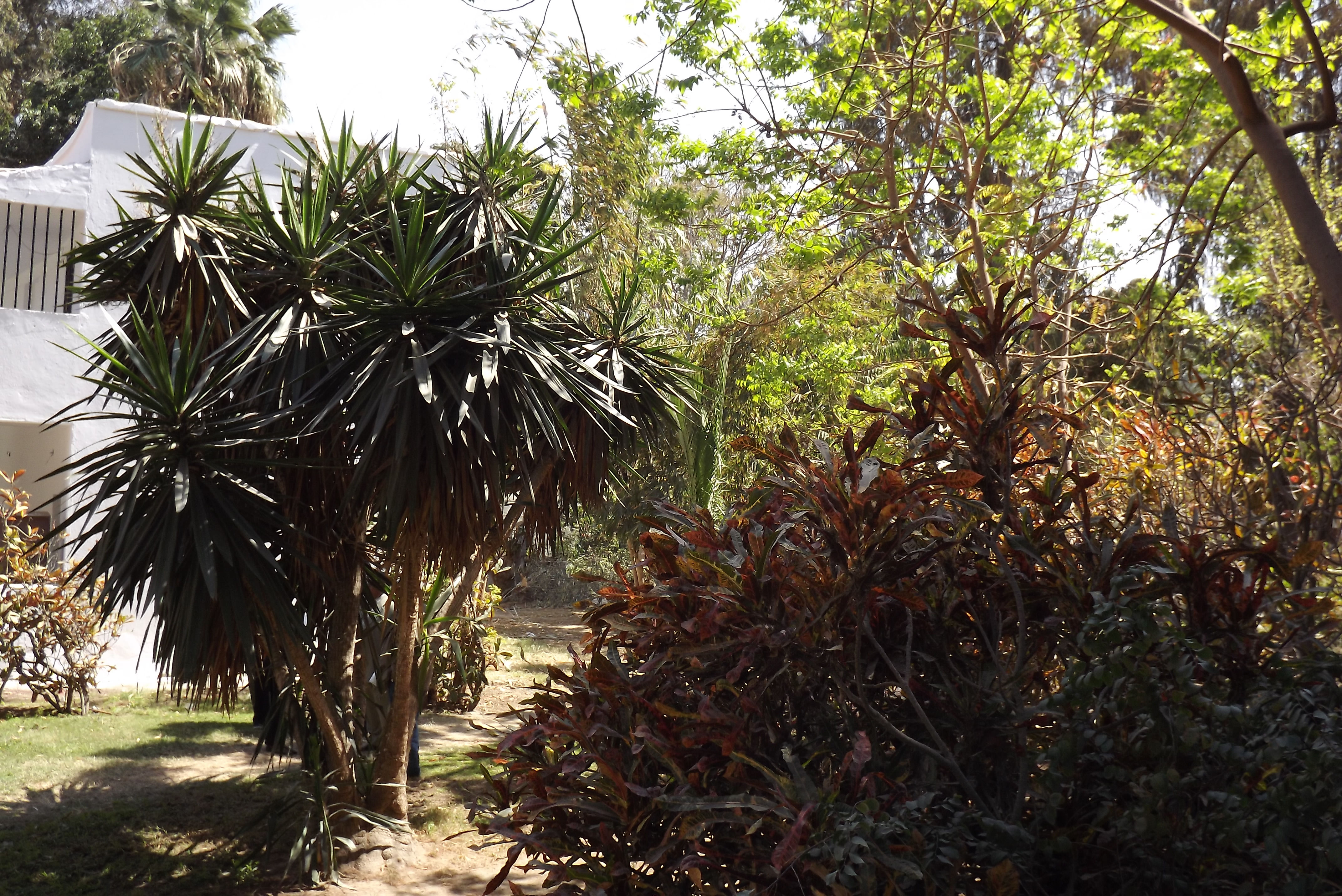
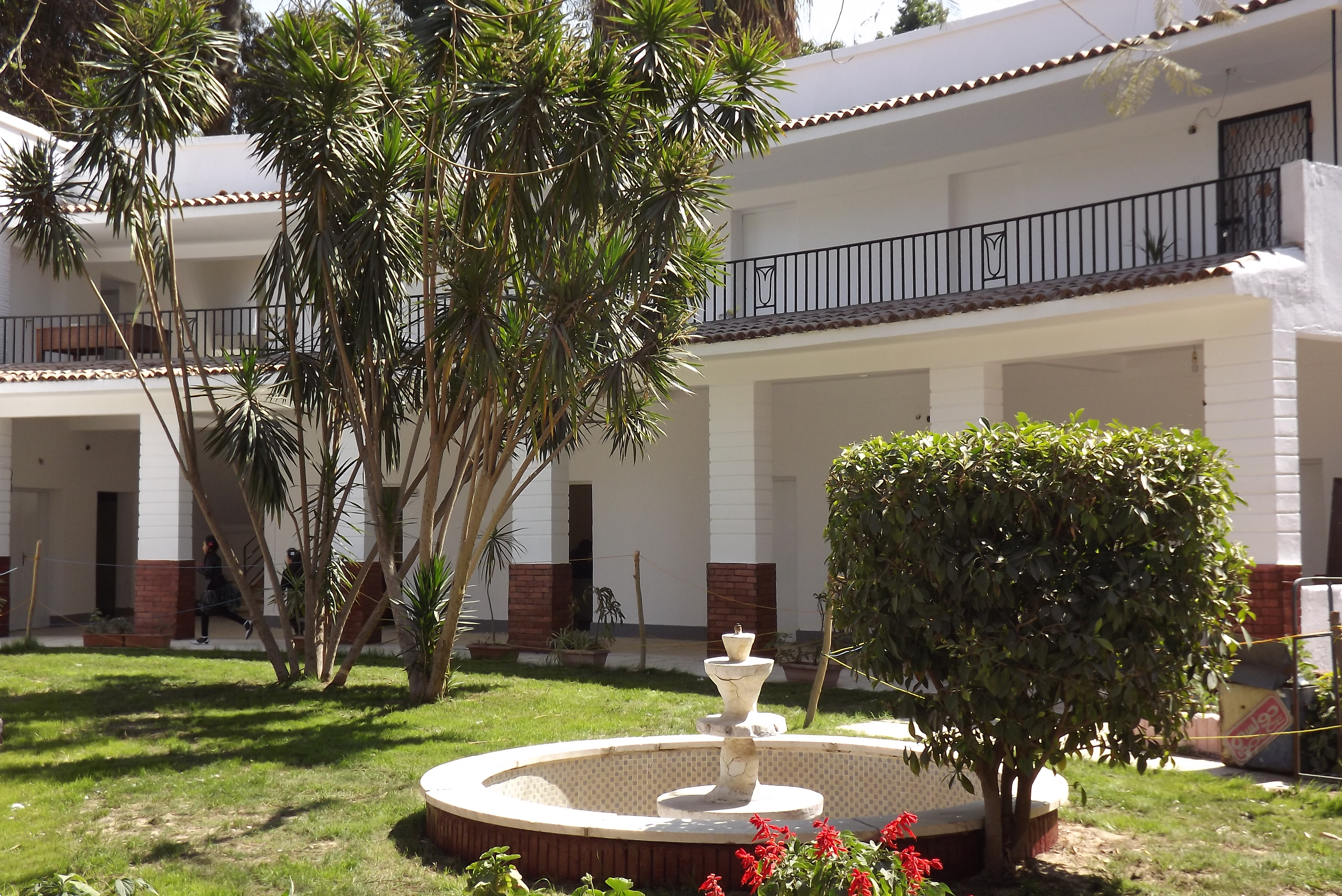
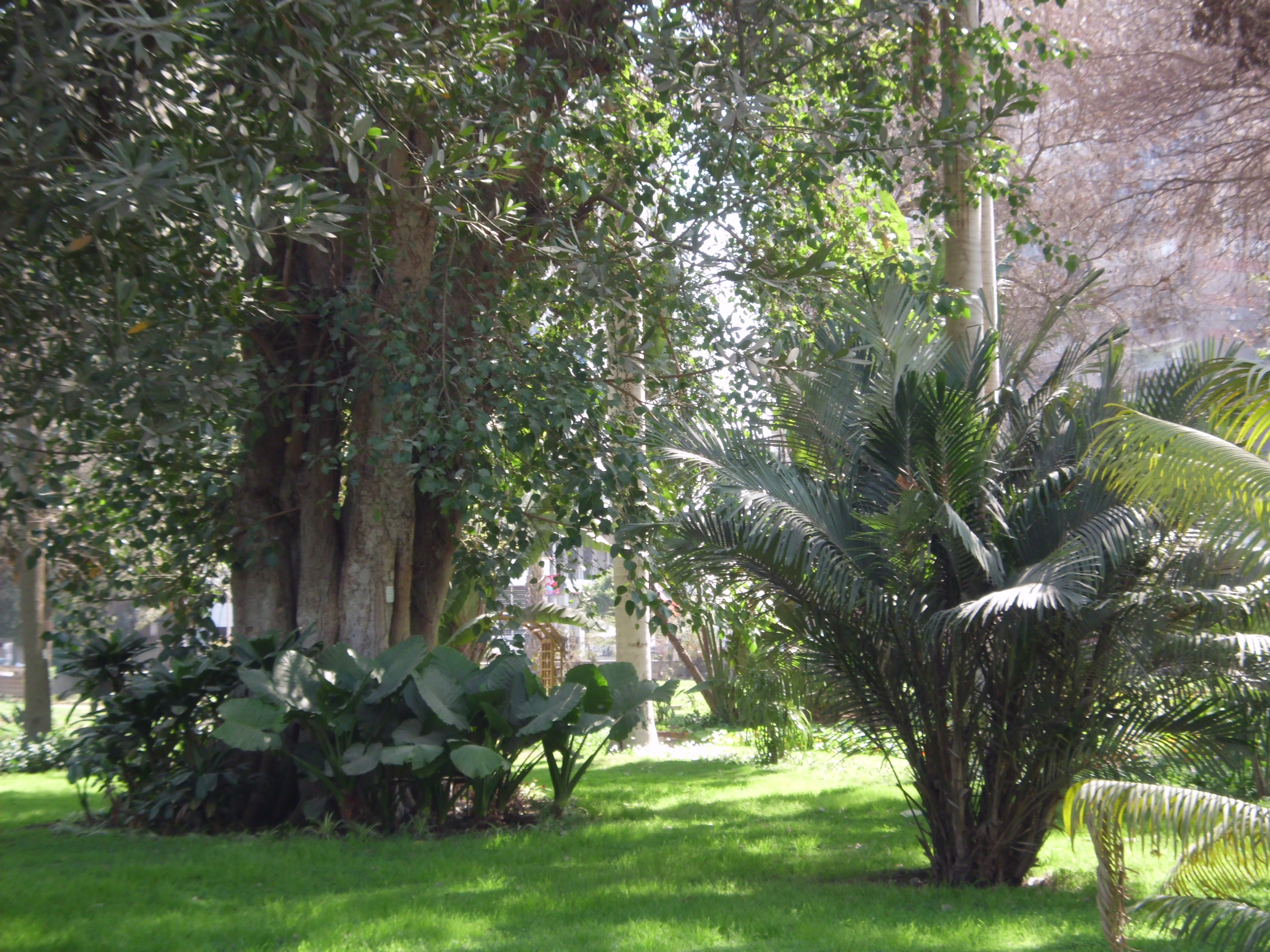
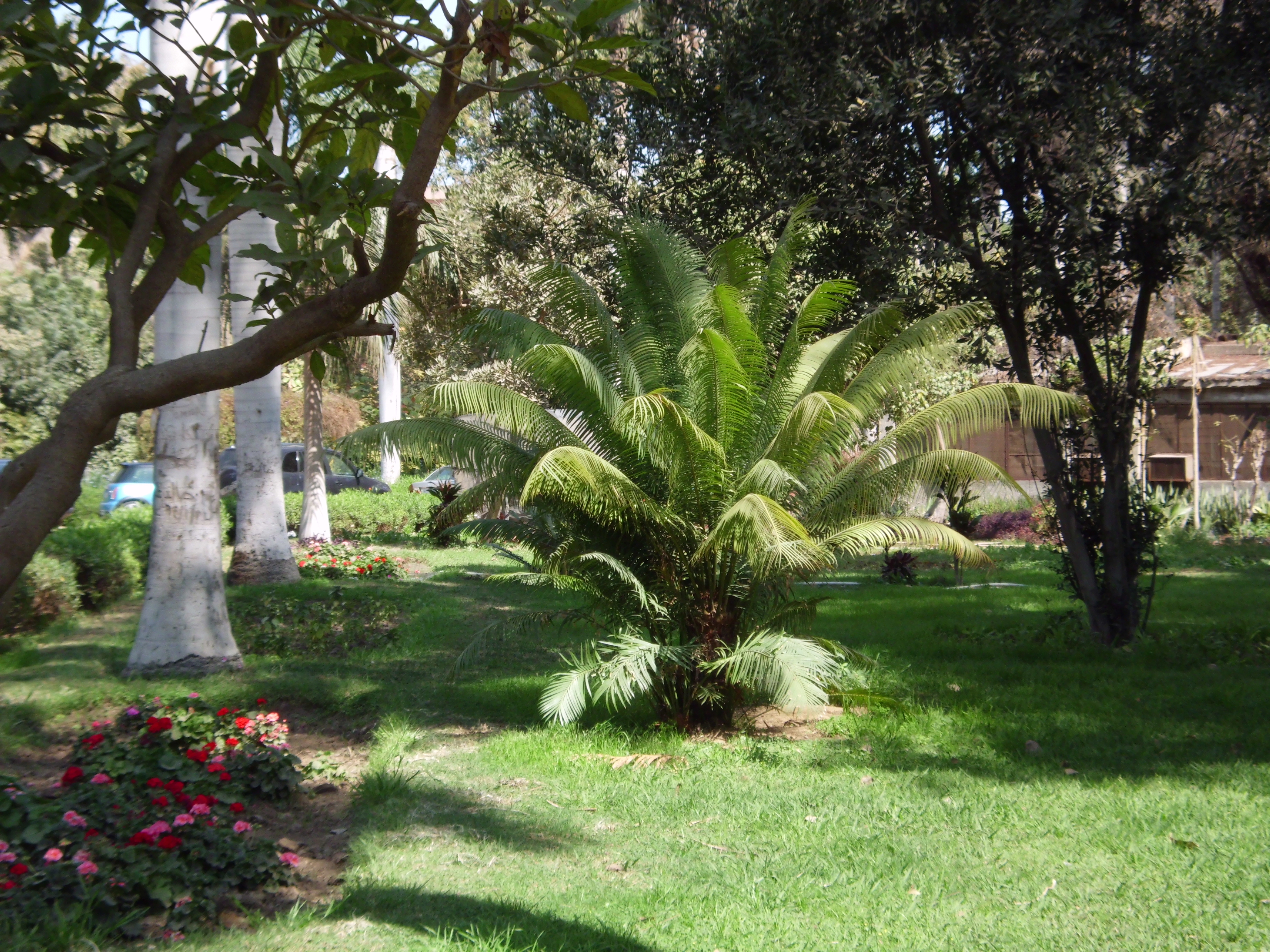